# Бишоф, Вернер
Вернер Бишоф (нем. Werner Bischof; 26 апреля 1916, Цюрих, Швейцария — 16 мая 1954, Перу) — швейцарский фотограф.

## Творчество
Бишоф считается одним из передовых международных фотожурналистов послевоенного времени. В 1942 году он занял должность модного фотографа в швейцарском журнале «Du». В 1945 году он решился отправиться в путешествие по Европе, фиксируя и демонстрируя те разрушения и ужасы, которые оставила после себя война. В 1949 году он примкнул к группе «Магнум». В 1951 году Бишоф получил приглашение от журнала «Life» отправиться в голодающие районы Бихара в Индии, а также северные и центральные штаты. Фотографическое эссе «Голод в Индии» принесло ему первый международный успех. Чуть позже Бишоф побывал в Японии, Корее, Индокитае и Гонконге. В этих странах и местах Бишоф был очарован детьми, которые проявляли стойкость несмотря на нищету и последствия войны. У Бишофа есть знаменитая фотография ребёнка «Мальчик, играющий на флейте вблизи Куско, Перу». Он сделал этот снимок всего за несколько дней до своей трагической гибели в перуанских Андах.